# Poe Dameron
Pour les articles homonymes, voir Poe et Dameron.
Personnage de fiction apparaissant dans
Star Wars.
Poe Dameron est un personnage de fiction de l'univers Star Wars. Il est interprété par Oscar Isaac.

## Biographie
Poe Dameron est un pilote de chasse et leader d'un escadron de la Flotte de Défense de la Nouvelle République en profond désaccord avec le refus du gouvernement de prendre au sérieux les menaces du Premier Ordre. Recruté par la  Résistance, Poe gravit les échelons rapidement jusqu'au grade de commandant.

### Le Réveil de la Force

Le X-wing de Poe Dameron sur Batuu.

Poe Dameron a la réputation d'être le meilleur pilote de la Résistance. Il combat le Premier Ordre à bord de son X-wing, en compagnie du droïde BB-8.
Lors d'une mission sur Jakku, il rencontre Lor San Tekka, qui lui remet une partie d'une carte permettant de localiser Luke Skywalker, le dernier des Jedi, parti en exil depuis des années. Lorsque les terribles Stormtroopers du Premier Ordre, avec à leur tête Kylo Ren, débarquent sur Jakku, Poe Dameron cache la carte à l'intérieur de BB-8. Lor San Tekka et les villageois sont tous massacrés par les Stormtroopers. Poe tente de riposter mais est stoppé net par les pouvoirs de Kylo Ren. Il est fait prisonnier et emmené sur le vaisseau-mère.
Sur le vaisseau du Premier Ordre, il est torturé dans le but de trouver la carte tant recherchée. Il parvient cependant à s'échapper, avec l'aide du Stormtrooper FN-2187, qui a refusé de tuer les villageois sur Jakku. Ils s'échappent ensemble à bord d'un chasseur TIE. Lorsque Poe lui demande son nom, le Stormtrooper dit qu'il n'a qu'un matricule. Poe le nomme alors Finn. Leur vaisseau s'écrase sur Jakku. Finn se réveille plus tard et croit que Poe est mort lorsque le vaisseau a été aspiré par des sables mouvants.
Poe réapparaît finalement sur la planète Takodana. Avec son escadron, il sauve ainsi Han Solo, Chewbacca, Rey et Finn. Il participe ensuite à l'assaut de la terrible arme du Premier Ordre, la base Starkiller, et réussit à la détruire.

### Les Derniers Jedi
Poe Dameron, dans son X-wing, fait face, seul, au blocus planétaire imposé par le général Hux. À la suite d'une brève transmission dans laquelle il raille Hux, il se lance, seul, dans une attaque frontale afin d'infliger des dégâts tactiques à la flotte ennemie et offrir l'occasion d'un assaut de plus grande envergure. Il réussit, comme escompté, à détruire l'armement d'un des vaisseaux du Premier Ordre et crée ainsi une brèche dans leur blocus. Malgré un plan audacieux, Poe assiste, impuissant, à la destruction d'une grande partie des vaisseaux de guerre de la Résistance. Leia le dégrade ainsi de commandant à capitaine à cause d'un excès de zèle et pour avoir ignoré les ordres.  
Plus tard, lors d'un affrontement avec le Premier Ordre, la générale Leïa Organa est grièvement blessée. Tandis qu'elle est hospitalisée, la vice-amiral Holdo prend le commandement, c'est alors qu'elle annonce une stratégie que Poe désapprouve ouvertement. Voyant cette manœuvre comme inefficace et lâche,  il décide, accompagné d'un petit groupe de Résistants, de monter une opération officieuse : recruter un « pirate informatique » dans l'optique de neutraliser le vaisseau mère du Premier Ordre. 
Afin de pouvoir mettre son plan à exécution, il destitue la vice-amirale Holdo ainsi que ses partisans. Il est toutefois neutralisé par Leïa au moment crucial. Le groupe partisan de Poe Dameron, trahi par le « pirate informatique », se retrouve capturé par le Premier Ordre, et le plan initial d'Holdo est découvert. C'est à ce moment-là que Poe Dameron se rend compte qu'il a commis une erreur de jugement et que s'il avait suivi les ordres, la stratégie d'Holdo aurait très certainement fonctionné. Holdo choisit alors de se sacrifier pour permettre à la flotte de se mettre à l'abri et passe en vitesse lumière avec le vaisseau amiral de la résistance afin d'entrer en collision avec le titanesque destroyer stellaire de Snoke, ce qui l'endommage sévèrement. 
Très affaiblie, la flotte rebelle se pose sur Crait et investit une ancienne forteresse dans l'optique de pouvoir rallier des renforts, mais c'est sans compter sur la pugnacité du Premier Ordre, qui assiège rapidement les lieux. Après une offensive désespérée, un atout pour le moins improbable fait irruption, laissant le temps à Poe Dameron ainsi qu'aux derniers résistants de prendre la fuite.